# Zespół Szkoły Podstawowej i Gimnazjum im. Jana Pawła II w Sowinie
Zespół Szkoły Podstawowej i Gimnazjum im. Jana Pawła II w Sowinie – placówka dydaktyczna stopnia podstawowego w Sowinie, gminie Kołaczyce. Od 1 września 2011 r. placówka jest prowadzona przez Stowarzyszenie „Nasza Szkoła - Wspólne Dobro” pod nazwą Zespół Szkół Społecznych im. Bł. Jana Pawła II w Sowinie.

## Historia

### Proces podjęcia decyzji o utworzeniu szkoły
Powołanie pierwszej szkoły parafialnej nastąpiło w Bieździedzy. Związane było z osobą Henryka Romera (dziedzica wsi), który jak się przypuszcza za to, że przeżył rzeź galicyjska w 1846 r., powziął myśl o konieczności kształcenia chłopstwa, chcąc w ten sposób odwdzięczyć się ludziom tutejszych wsi za przychylność w czasie rabacji Jakuba Szeli. Taki zamiar kształcenia chłopstwa, podjął ks. Józef Dziedzic, który dawał lekcje 20 chłopcom z Bieździedzy i okolicznych wsi (lekcje odbywały się w mieszkaniu księdza). Liczba uczniów przybywała dlatego mieszkańcy poszczególnych wsi postanowili założyć szkołę w Bieździedzy dla: Bieździedzy, Bieździadki, Lublicy i Sowiny. Na temat takiego zamiaru istnieje następujący kronikarski zapis: „W dniu 12 stycznia 1858 roku wsie: Bieździedza, Bieździadka, Lublica i Sowina zobowiązały się wystawić budynek szkolny, zaopatrując go w odpowiednie sprzęty, oraz wypłacać pensję nauczycielowi (200 zł rocznie) (…) Gdy przyszło do zapłacenia pierwszej raty za szkołę, Sowina postanowiła wycofać się z wcześniejszej umowy między wsiami. Sowinianie od początku byli przeciwni temu projektowi, ponieważ ich dzieci w większości nie mogłyby uczęszczać do szkoły w Bieździedzy ze względu na złe drogi i dużą odległość. Zostali niejako zmuszeni do podpisania umowy, a później jej nie respektowali. Pozostałe wsie nie chciały jednak płacić za Sowinę, dlatego dochodziło do niesnasek (…) Ponieważ Sowina nadal nie chciała płacić za szkołę, a nawet 'postanowiła wybudować własną', wytoczono jej proces sądowy (…). Z tej przyczyny roczna pensja nauczyciela zmniejszyła się o 50 zł ( nauczyciel zobowiązany był do zakupu drewna opałowego z własnej pensji). Proces toczący się między Sowiną a Bieździedzą, Bieździadką i Lublicą zakończył się pomyślnie dla Sowiny. Jednak bieździedzanie nie dawali za wygraną. Podczas wizytacji szkoły przez dr Machera - radcę i inspektora szkół ludowych - mieszkańcy wsi ostro domagali się, aby władze zabroniły Sowinie budowy własnej szkoły. Dr Macher tak skomentował te wystąpienia: ‘Takich adwokatów i zuchwałych ludzi nigdzie w Galicji nie napotkałem jak w Bieździedzy”.

### Etapy rozwoju szkoły
Na podstawie cytowanej ustawy szkolnej z 1805 roku oraz zajść związanych z wyłączeniem się Sowiny z planów wspólnej budowy szkoły w Bieździedzy w 1860 r. w Sowinie podjęto kroki zmierzające do utworzenia rodzimej szkoły. Początkiem jej historii, jest budowa już jesienią 1860 r. drewnianego budynku szkolnego za sprawą właściciela wsi, Jana Oberlandera. Władysław Sarna w „Opisie powiatu jasielskiego” odnotował: „Sowina ma szkołę wystawioną w 1860 roku kosztem gminy i (…) Jana Oberlandera”. Wtedy właśnie powołano „szkołę trywialną”, której utworzenie i utrzymanie ponosiła gmina w Sowinie wraz z dziedzicem (właścicielem) wsi. Budynek powstał „(…) w centralnej części Sowiny, przy moście, gdzie obecnie stoi dom pana Władysława Koczaja”.
W tym czasie pracował jeden nauczyciel, którego wynagradzała gmina, natomiast utrzymanie szkoły spoczęło na dworze. Zakres nauczania szkoły, to nauka elementarnych umiejętności czytania, pisania i rachowania (liczenia). W oddziale (stopień) I (trwał dwa lata) – nauczano alfabetu, początków czytania, rachunków z pamięci i religii, natomiast w oddziale II (trwał jeden rok) – uczono czytania, pisania, rachunków w piśmie i religii.
Już w 1869 r. weszła w życie kolejna ustawa, która w miejsce szkoły trywialnej wprowadziła tzw. szkołę ludową. W zapisach pojawia się następująca pełna nazwę ówczesnej szkoły w Sowinie: Okręg szkolny jasielski w Sowinie. Szkoła Ludowa 2-klasowa. Na tej samej podstawie w 1896 r. zaczyna funkcjonowanie w Bieździedzy „Gminna Rada Szkolna”, która objęła zasięgiem szkoły w Sowinie, Bieździedzy i Lublicy. Przewodniczącym tej Rady został proboszcz parafii, ks. Stanisław Boczar. W późniejszych latach następują dalsze reformy szkolnictwa i w Sowinie powstała szkoła czteroklasowa (z dwoma nauczycielami) z następującym systemem nauki: „nauka w klasie I trwała jeden rok, w kl. II także jeden rok, natomiast w kl. III i IV po dwa lata”. Już w 1869 r. weszła w życie ustawa, która w miejsce szkoły trywialnej wprowadziła tzw. szkołę ludową. W zapisach pojawia się następująca pełna nazwę ówczesnej szkoły w Sowinie: Okręg szkolny jasielski w Sowinie. Szkoła Ludowa 2-klasowa. Na tej samej podstawie w 1896 r. zaczyna funkcjonowanie w Bieździedzy „Gminna Rada Szkolna”, która objęła zasięgiem szkoły w Sowinie, Bieździedzy i Lublicy. Przewodniczącym tej Rady został proboszcz parafii, ks. Stanisław Boczar. W późniejszych latach następują dalsze reformy szkolnictwa i w Sowinie powstała szkoła czteroklasowa (z dwoma nauczycielami) z następującym systemem nauki: „nauka w klasie I trwała jeden rok, w kl. II także jeden rok, natomiast w kl. III i IV po dwa lata”. Dodatkowo istniała jeszcze trzyletnia tzw. klasa dopełniająca, do której uczniowie uczęszczali tylko jeden raz w tygodniu. 
W 1869 r. weszła w życie ustawa, która w miejsce szkoły trywialnej wprowadziła tzw. szkołę ludową. W zapisach pojawia się następująca pełna nazwę ówczesnej szkoły w Sowinie: „Okręg szkolny jasielski w Sowinie. Szkoła Ludowa 2-klasowa”. Na tej samej podstawie w 1896 r. zaczyna funkcjonowanie w Bieździedzy „Gminna Rada Szkolna”, która objęła zasięgiem szkoły w Sowinie, Bieździedzy i Lublicy. Przewodniczącym tej Rady został proboszcz parafii, ks. Stanisław Boczar. W późniejszych latach następują dalsze reformy szkolnictwa i w Sowinie powstała szkoła czteroklasowa (z dwoma nauczycielami) z następującym systemem nauki: „nauka w klasie I trwała jeden rok, w kl. II także jeden rok, natomiast w kl. III i IV po dwa lata”. Dodatkowo istniała jeszcze trzyletnia tzw. klasa dopełniająca, do której uczniowie uczęszczali tylko jeden raz w tygodniu. 
Ostatni właściciel Sowiny, Wincenty Wojtynkiewicz (vel Woytynkiewicz) odsprzedawał swój majątek od 1902 r., a mieszkańcy wsi korzystając z okazji, wykupili („ze składek”) „(…) murowany budynek dworski wraz z ogrodem z przeznaczeniem na szkołę”. W 1904 r. dostosowano pomieszczenia dworskie, zamieniając je na sale szkolne i w części na mieszkanie dla kierownika szkoły. Ten jedyny murowany budynek istniejący tu wówczas, służył szkole jeszcze przez prawie 80 lat (do 1978 r.). Wykształcenie, jakie dawała szkoła było jedynym, na które mogła sobie pozwolić tutejsza młodzież. Po ukończeniu szkoły, prawie wszystkie dzieci pozostawały w gospodarstwach rodziców, zajmując się pomocą w uprawie roli lub rzemiosłem. Ze wspomnień mieszkańców wsi wiemy, że pracowali w tym czasie w szkole nauczyciele: Stanisław Gąsior, Karolina Kiełbasówna, Karol Kostek i Bronisław Wrona.

#### Od 1860 do 1911 roku
W okresie od 1860 roku do 1865 nie są znane nazwiska prowadzących szkołę jednoklasową. Dopiero w 1866 roku pojawia się zapis, że w Sowinie na posadzie nauczyciela jest wymieniony Jan Kamiński. Przez kolejne lata (1867–1875) są informacje o „nieobsadzonym stanowisku”. Zapis w Szematyzmie z 1876 roku wymienia nazwisko Jerzego Kamińskiego (prowadzącego szkołę, także w 1877 r.), a w kolejnym roku 1878 szkołę prowadzi Antonina Maksymowicz. Przez kolejne dwa lata (1879–1880) prowadzącym jest Andrzej Stopiński. W 1881 r. wymieniony jest Antoni Buczkowski i w 1882 do 1886 roku, Leon Piątkiewicz. Od 1887–1893 szkołę prowadzi Mariusz Gąsior. Przez dziesięć lat prowadzi szkołę Karolina Kiełbasa (1894–1903. Od 1904 tymczasowo jest w szkole Karol Kostka a w 1905 wspólnie z Maryją Śmietanówną. Od 1906 r. przez cztery lata szkołę prowadzi Bolesław Wrona wraz z żoną Joanną Wrona. W 1910 r. tymczasowo jest w szkole Andrzej Musiał wraz z Władysławem Młodeckim.

#### Od 1911 do 1939 roku
W latach 1911–1936 kierował (najpierw „szkołą jednoklasową” a od 1913 r. „dwuklasową”), Wojciech Rozpara wraz z żoną Katarzyną. Rozpara był człowiekiem bezgranicznie oddanym swojej pracy, aktywnym działaczem społecznym, a na dodatek wielkim miłośnikiem pszczelarstwa i sadownictwa. Swoją pasją zarażał innych. Wspólnie z małżonką powołał do istnienia „Koło Młodzieży Wiejskiej”, które zajmowało się krzewieniem życia kulturalnego w Sownie, poprzez inscenizacje teatralne, organizację festynów i zabaw oraz imprez okolicznościowych. 
Katarzyna Rozparowa udzielała także mieszkańcom Sowiny porad lekarskich oraz pomagała wszystkim, których nie było stać na wizytę lekarską.
Następczynią Wojciecha Rozpary w latach 1936–1939, była Irena Styculanka. W życiu społecznym Sowiny odegrała mniejszą rolę, jednak we wspomnieniach mieszkańców wsi, przetrwała jako osoba kochająca swój zawód oraz oddana uczniom i szkole.
W zapisach „Kroniki szkoły”, zanotowano informację, że określenie „kierownik szkoły” było w użyciu dopiero od 1911 r. od czasu przybycia do szkoły Wojciecha Rozpary (jednak Szematyzm podaje określenie „prowadzący”).

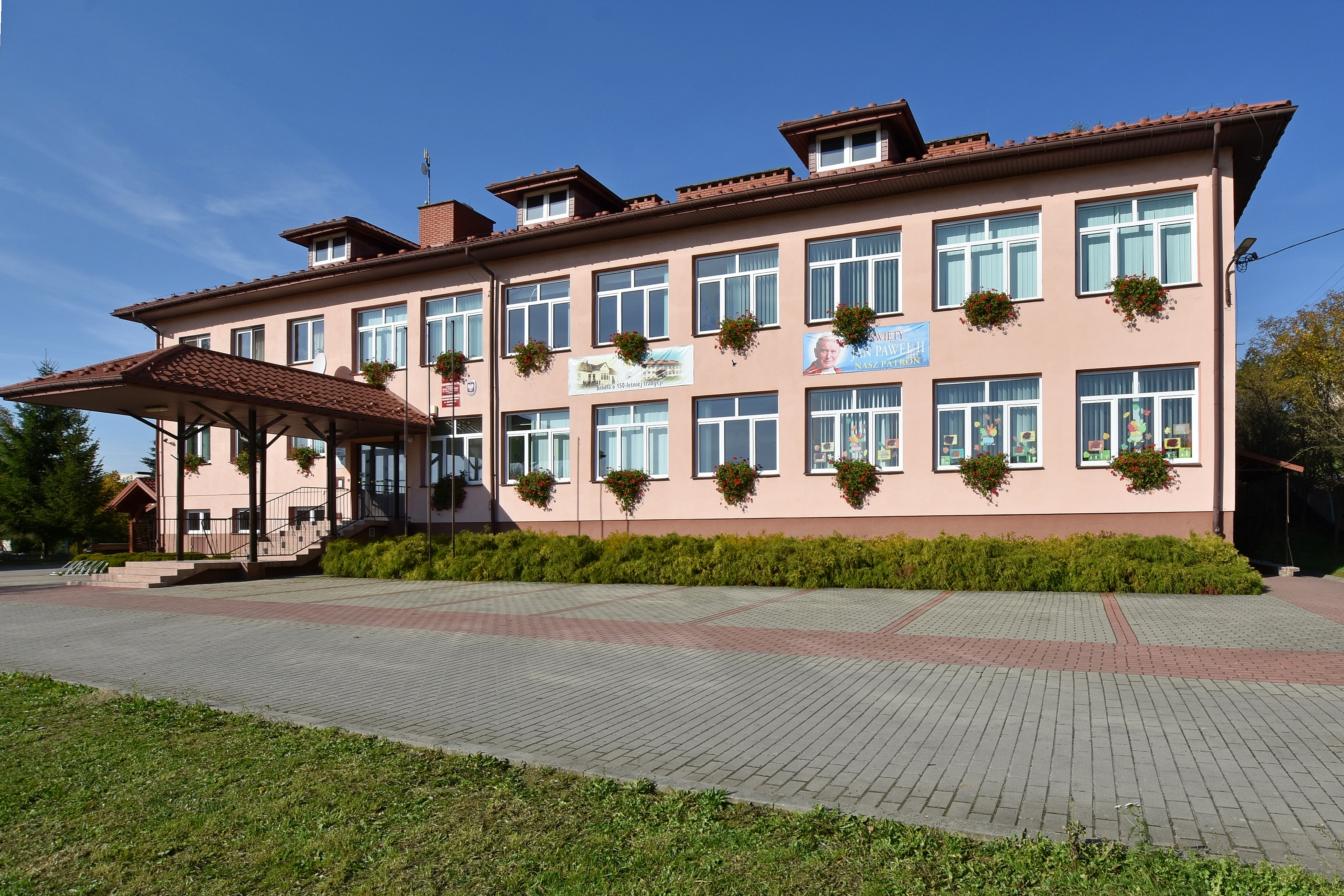
Elewacja południowa
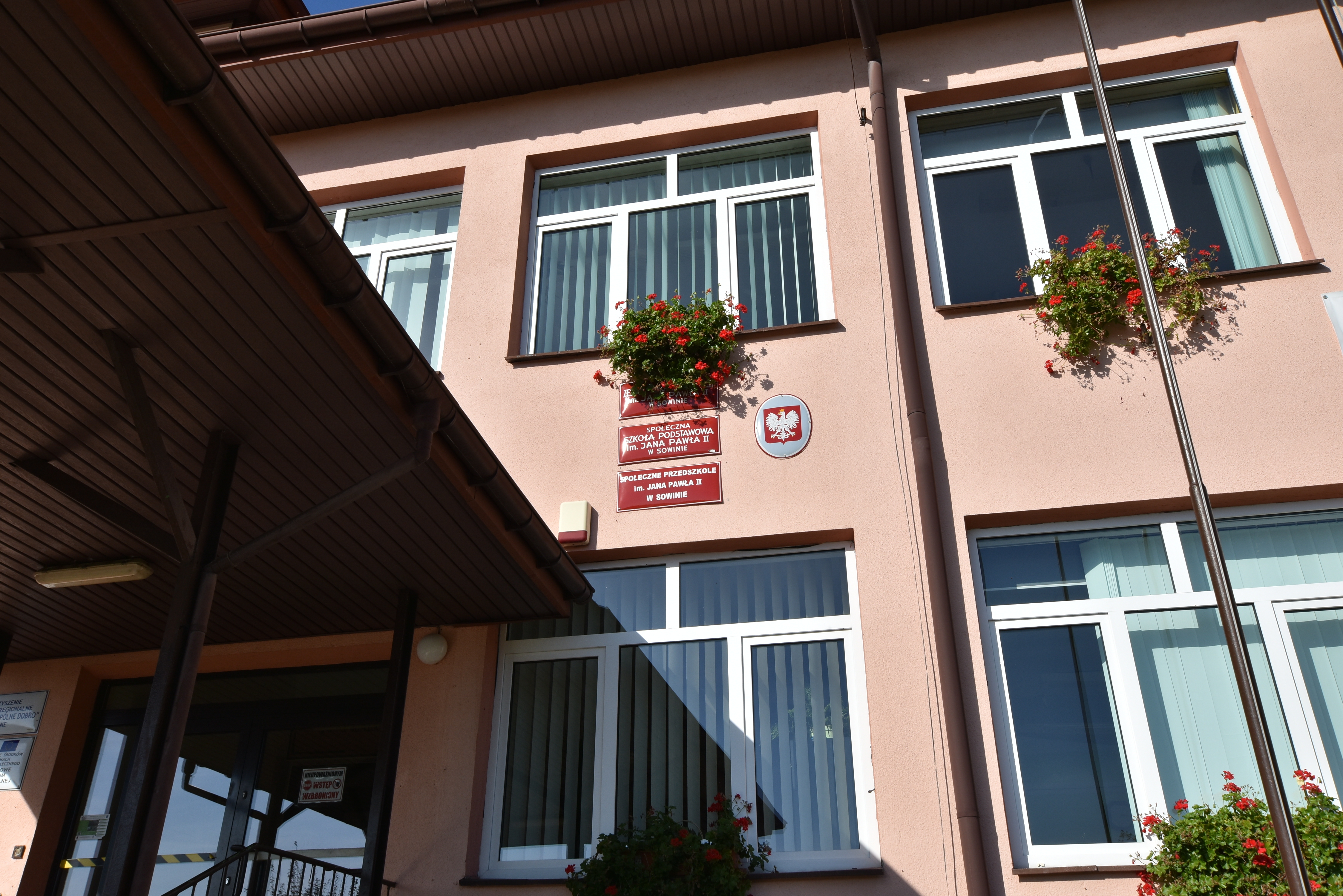
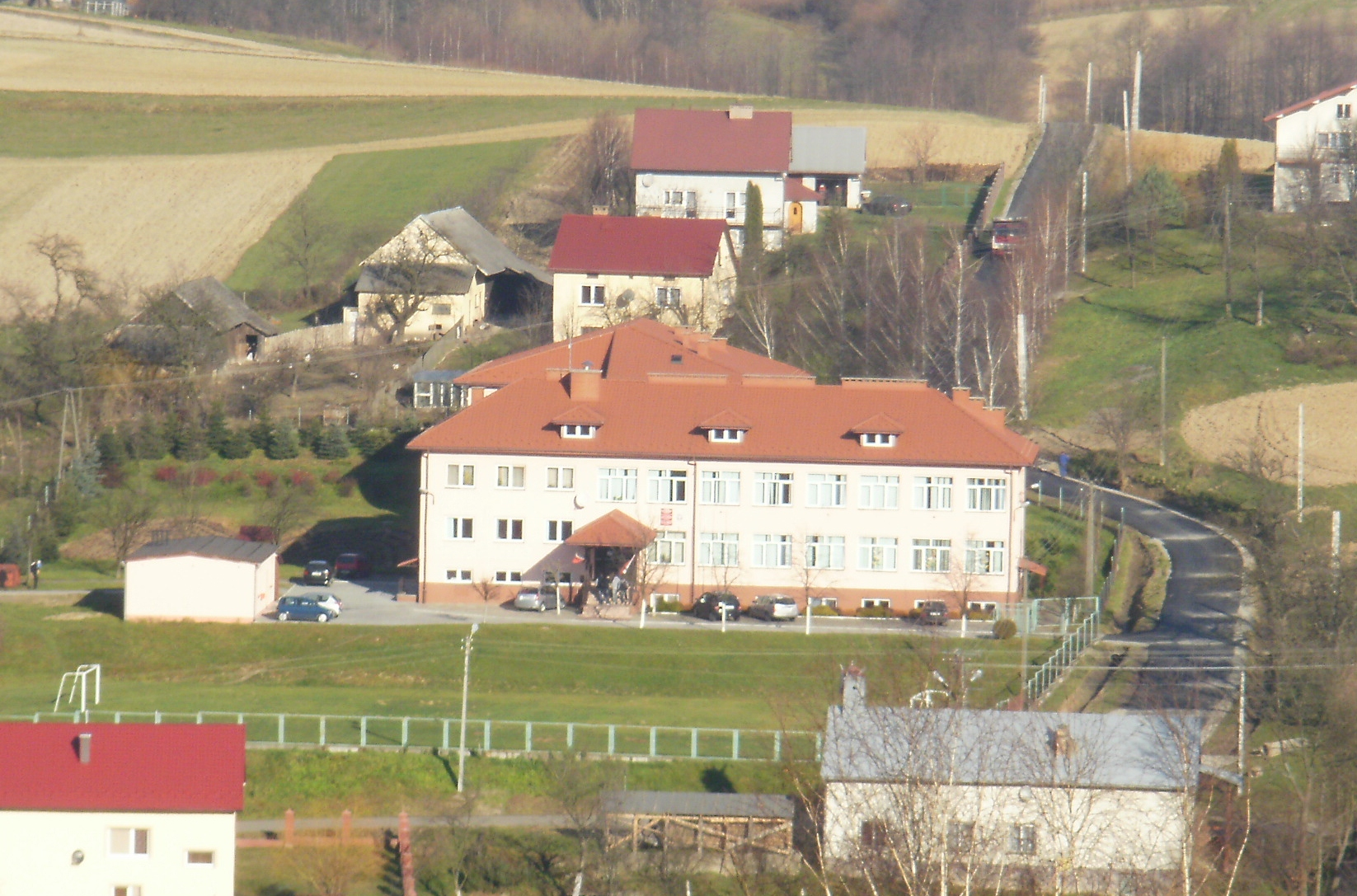
Widok z przysiółka „Rzym”

#### Od 1939 do 1947 roku
W czasie okupacji hitlerowskiej i pierwszych latach powojennych, funkcję kierowniczą w szkole pełnił Józef Słowakiewicz. Pracował w tutejszej szkole wspólnie z małżonką – Janiną. Z kroniki Edwarda Zimnego wiadomo, że w tym trudnym dla Polski okresie, nauka w sowińskiej szkole była kontynuowana. Najdłuższa przerwa, o której jest mowa w zapiskach, trwała niespełna siedem miesięcy – od września 1944 r. do 12 marca 1945 r. Mimo propagandy, szykan i nieustannych zmian, związanych m.in. z usunięciem polskich podręczników ze szkół, zakazem nauczania historii, geografii oraz literatury ojczystej, uczniowie mieli możliwość uczęszczania na zajęcia. Jednak z powodu biedy, zimna, szerzących się chorób i braku rąk do pracy w gospodarstwach rolnych, w szkole panowała bardzo duża absencja.
Jak podaje Czesław Leosz w swojej książce pt. „Ochotnicza Straż Pożarna w Sowinie”, w latach II wojny światowej, Józef i Janina Słowakiewiczowie - (...)”prowadzili tajne nauczanie z zakresu szkoły podstawowej – dla klas szóstych i siódmych. Mimo grożących im sankcji ze strony okupantów, zabiegali o właściwą edukację swoich podopiecznych, którym przyszło dorastać w tak ciężkich dla Polski czasach”.

#### Od 1947 do 1959 roku
Kolejny rozdział historii naszej szkoły rozpoczyna się wraz z mianowaniem Edwarda Zimnego (były żołnierz, uczestnik walk o Monte Cassino) na stanowisko kierownika tutejszej placówki. Przybył do Sowiny wraz z żoną Anną (nauczycielka) w roku 1947 i od samego początku zabiegał o podniesienie jakości i efektywności nauczania. Położył szczególny nacisk na wzbogacanie zbiorów bibliotecznych, kupował pomoce naukowe, a w roku 1954 przeprowadził kapitalny remont dotychczasowego budynku szkolnego. Jednym słowem, na nowo po wojnie zorganizował sprawne, a co za tym idzie efektywne funkcjonowanie sowińskiej szkoły. Z jego inicjatywy rozpoczęto we wsi m.in. kształcenie z zakresu Przysposobienia Rolniczego dla młodzieży, a także kursy dla analfabetów, które prowadzone były w budynku szkolnym trzy razy w tygodniu. Edward Zimny kultywował wśród dzieci pamięć o ważnych wydarzeniach historycznych i rocznicach, którym towarzyszyły uroczyste akademie z deklamacjami, śpiewami, tańcami, inscenizacjami itp. Za jego kadencji, w szkole zaczął funkcjonować sklepik i świetlica dla wychowanków, a także swoją działalność zawiązały różne organizacje uczniowskie. To on zainicjował również tradycję organizowania zabaw choinkowych i zapoczątkował funkcjonowanie Komitetu Rodzicielskiego, z którym ściśle współpracował.

#### Od 1959 do 1965 roku
W roku 1959 nastąpiły kolejne zmiany na stanowisku kierowniczym szkoły w Sowinie. Obowiązki Edwarda Zimnego przejął wówczas Józef Szot, który z małżonką Bronisławą (również nauczycielką) przybył tutaj z powiatu rybnickiego i sprawował funkcję kierownika szkoły w latach 1959–1965. Bronisława Szotowa także odegrała istotną rolę w życiu szkoły. Od chwili przybycia na nową placówkę, była świetną nauczycielką, osobą utalentowaną artystycznie, działaczką oraz organizatorką różnych przedsięwzięć. Prowadziła m.in. kursy szycia dla dziewczynek, objęła opieką kółko sportowe, chór, zespół taneczny oraz kółko teatralne, które prężnie działało i dawało swoje przedstawienia dla wszystkich mieszkańców wioski i okolicznych miejscowości. Jej podopieczni odnosili liczne sukcesy w zawodach sportowych na szczeblu gminnym, powiatowym i wojewódzkim m.in. w biegach, skokach i piłce ręcznej. Szczególne triumfy świeciła jednak w tym okresie gimnastyka akrobatyczna, która przyniosła naszym reprezentantom wiele wspaniałych zwycięstw. W związku z brakiem dostatecznej ilości klas lekcyjnych i fatalnym stanem dotychczasowego budynku szkolnego, za czasów kierownika Szota rozpoczęto pierwsze rozmowy na temat budowy nowej szkoły w Sowinie. Urzeczywistnienie tego dzieła spoczęło jednakże na barkach jego następcy, którym okazał się dotychczasowy nauczyciel sowińskiej szkoły - Władysław Skibiński. Objął on stanowisko kierownicze w roku 1965, po przejściu Józefa Szota na urlop zdrowotny i sprawował tę funkcję do roku 1991.

#### Od 1965 do 1991 roku
Jak się później okazało, kierownikowi Władysławowi Skibińskiemu przyszło sprawować swoją funkcję w okresie wielkich zmian i przeobrażeń, związanych m.in. z elektryfikacją Sowiny, powstawaniem dróg dojazdowych czy budową Domu Nauczyciela, który oddano do użytku w roku 1972. Po skończeniu Domu Nauczyciela, przed kierownikiem stanęło kolejne trudne zadanie - konieczność budowy nowej szkoły. Dotychczasowy budynek, w którym dzieci uczyły się od 1904 roku, był już w opłakanym stanie i nie nadawał się do dalszego użytkowania ani remontu. W związku z tym, Wojewódzka Dyrekcja Rozbudowy Miast i Osiedli wystosowała w roku 1979 pismo do pana Władysława Skibińskiego, nakazujące opuszczenie starego budynku szkolnego w trybie natychmiastowym. Od tej pory dla uczniów i nauczycieli w Sowinie nastał bardzo trudny okres. Chociaż stara szkoła została poddana rozbiórce, nauka musiała być przecież kontynuowana. Z powodu braku odpowiedniego miejsca podjęto decyzję, że dzieci będą się uczyć w trzech oddalonych od siebie budynkach. Dwie sale wygospodarowano w domach prywatnych - w Sowinie Dolnej i nieopodal kościoła, a trzy kolejne znajdowały się w Domu Ludowym, koło sklepu GS. Mimo trudnych warunków - uciążliwego przechodzenia z miejsca na miejsce i dotkliwego zimna w salach lekcyjnych podczas mrozów, uczniowie i tak nieźle radzili sobie z nauką oraz odnosili dobre wyniki. Tak jak do tej pory brali udział w różnych konkursach przedmiotowych na szczeblu gminnym, powiatowym oraz wojewódzkim, a absolwenci bez przeszkód kontynuowali naukę w wybranych przez siebie placówkach. Pod opieką żony kierownika - Jadwigi Skibińskiej - działało kółko teatralne, zaś dzięki nauczycielce - Marii Ząbkowicz - rozpoczął swoją działalność szkolny zespół wokalno-muzyczny, który swoimi występami promował naszą miejscowość w całej okolicy. W tym czasie, gdy uczniowie pobierali naukę w trzech oddalonych od siebie punktach, cały czas postępowały prace przy budowie nowego budynku szkolnego. Realizacja tego przedsięwzięcia wymagała od wszystkich zaangażowanych osób wiele wytrwałości i uporu na drodze pokonywania trudności i piętrzących się przeszkód. Wspólnymi siłami doprowadzono jednakże budowę do szczęśliwego zakończenia i 21 lipca 1985 roku odbyło się uroczyste oddanie szkoły do użytku. Odbiło się to nawet echem w ówczesnej prasie, w której pisano o nowoczesnym budynku szkolnym powstałym na terenie wsi oraz o dużych zmianach, jakie zachodziły w tej niewielkiej przecież miejscowości na Podkarpaciu.
Kolejnym istotnym wydarzeniem, za czasów kierownika Skibińskiego, było oddanie do użytku w roku 1988 nowej sali gimnastycznej oraz dwóch znajdujących się nad nią pomieszczeń lekcyjnych. Otwarcie tego obiektu połączone było z Dożynkami, przemówieniami, pamiątkowymi wpisami do „Złotej księgi” oraz występami artystycznymi.
Wraz z inauguracją roku szkolnego 1991/1992 nastąpiły zmiany na stanowisku kierowniczym Szkoły Podstawowej w Sowinie. Władysław Skibiński, który pełnił funkcję kierowniczą od 1965 roku, przeszedł na emeryturę, a jego następcą na drodze konkursu został dotychczasowy nauczyciel tutejszej placówki - Stanisław Rogaczewski.

#### Od 1991 do 2011 roku
Nowy dyrektor z chwilą objęcia funkcji postanowił kontynuować dzieło poprzednika i dbać o dalszy rozwój podległej sobie szkoły. Od tamtej pory stara się zapewnić zarówno nauczycielom jak i uczniom możliwie najlepsze warunki do pracy i nauki. W tym celu współpracuje z burmistrzem i Radą Gminy Kołaczyce, sołtysem wsi, miejscowymi radnymi oraz Radą Rodziców. Za jego kadencji miała miejsce kolejna reforma oświaty. Mianowicie od 1 września 1999 roku zamiast ośmioklasowej szkoły podstawowej istnieje sześcioklasowa szkoła podstawowa oraz trzyletnie gimnazjum. W pierwszych trzech latach po wprowadzeniu reformy, w jednym budynku funkcjonowały dwie szkoły i dwóch odrębnych dyrektorów. Dyrektorem Szkoły Podstawowej pozostał mgr Stanisław Rogaczewski, a mgr Beata Madej objęła stanowisko Dyrektora Gimnazjum. Jednakże w roku 2002 placówkę przekształcono w Zespół Szkoły Podstawowej i Gimnazjum w Sowinie, której jedynym dyrektorem na drodze konkursu został ponownie mgr Stanisław Rogaczewski. Dzięki staraniom nowego dyrektora znacząco zmienił się również sam wygląd budynku szkolnego. Najpierw wykonane zostało ogrodzenie, następnie w roku 2004 zmieniono dach, okna, wykonano elewację zewnętrzną, zaś wewnątrz odnowiono gabinet dyrektorski, pokój nauczycielski, ściany korytarzy, zakupiono nowe meble i zmodernizowano kotłownię. Kolejna metamorfoza szkoły miała miejsce w roku 2008, kiedy to odnowiono wnętrze klas, szatni i sali gimnastycznej. Pomalowano wówczas wszystkie ściany, drzwi, a podłogę pokryto nowymi wykładzinami. Rok 2010 zaowocował dodatkowo wyłożeniem placu przed szkołą - kostką brukową oraz powstaniem na terenie przyszkolnym Placu Zabaw dla dzieci, sfinansowanego w połowie przez gminę, a w połowie z funduszy unijnych.

#### Od 2011 roku
W wyniku przemian (niż demograficzny oraz trudności finansowe gminy) istniało zagrożenie, że ponad 150-letnia szkoła zostanie zamknięta, a młodzież miała uczestniczyć w nauczaniu w szkole w sąsiedniej Bieździedzy. Aktyw wiejski Sołectwa Sowina wraz z dyrekcją szkoły podjęli się „przejęcia” szkoły oraz jej prowadzenia. Powołane w tym celu Stowarzyszenie „Nasza Szkoła - Wspólne Dobro” utworzyło Zespół Szkół Społecznych im. Bł. Jana Pawła II w Sowinie oraz prowadzi tę placówkę z dniem 1 września 2011 roku.

#### Zestawienie zbiorcze nauczycieli
| Lata      | Nazwisko                | Funkcja                                                                                  | Nauczyciele |
| --------- | ----------------------- | ---------------------------------------------------------------------------------------- | --- |
| 1860-1865 | Brak danych             | Brak informacji                                                                          | Brak informacji |
| 1866      | Jan Kaminski            | nauczyciel („n”)                                                                         | tylko jeden nauczyciel |
| 1867-1875 | stanowisko nieobsadzone | ?                                                                                        | ? |
| 1876-1877 | Jerzy Kamiński          | prowadzący szkołę („prow")                                                               | ? |
| 1878      | Antonina Maksymowicz    | prowadząca szkołę („prow")                                                               | ? |
| 1879-1880 | Andrzej Stopiński       | prowadzący „szkołę jednoklasową”                                                         | ? |
| 1881      | Antoni Buczkowski       | prowadzący szkołę („prow")                                                               | ? |
| 1882-1886 | Leon Piątkiewicz        | („prow") prowadzący szkołę                                                               | ? |
| 1887-1893 | Marcin Gąsior           | („prow") prowadzący szkołę                                                               | ? |
| 1894-1903 | Karolina Kiełbasa       | („prow") prowadzaca szkołę                                                               | ? |
| 1904-1905 | Karol Kostka            | („tym”) tymczasowo zatrudniony w szkole                                                  | w 1905 r. Marya Śmietanówna („nadet”) |
| 1906-1909 | Bolesław Wrona          | prowadzący „szkołę jednoklasową”                                                         | Joanna Wrona |
| 1910      | Andrzej Musiał          | („tymcz”) tymczasowo zatrudniony                                                         | Władysław Młodecki („nadet”) |
| 1911-1936 | Wojciech Rozpara        | kierownik szkoły jednoklasowej; od 1913 r. „szkoły dwuklasowej”                          | Irena Styculanka, Anna Wyderka, Stanisław Gąsior (lub Marcin Gąsior?), Kazimiera Kiełubasówna (lub Karolina Kiełubasa), Karol Kostek (lub Kostka) |
| 1936–1939 | Irena Styculanka        | pełniła obowiązki kierownika szkoły                                                      | |
| 1939–1947 | Józef Słowakiewicz      | kierownik szkoły                                                                         | Janina Słowakiewicz, Stanisław Walicki, Irena Styculanka, Tadeusz Kocimowski, Stanisław Szlęzak, Genowefa Miśtowa, Maria Filipek, Anna Glazur, Andrzej Madej |
| 1947-1959 | Edward Zimny            | kierownik szkoły                                                                         | Anna Zimny, Anna Glazur, Stanisława Kopeć, Maria Filipek, Natalia Roś, Kazimierz Merkwa, Maria Król, Kazimiera Babula, Józef Goleń, Kazimiera Michowska, Maria Rak, Maria Smalara, Michalina Żygłowicz, Bolesław Wójtowicz, Maria Waśko, Celina Żarnowska, Krystyna Moskal, Władysława Górska, Józefa Ziarko, Jan Przybyło |
| 1959-1965 | Józef Szot              | kierownik szkoły                                                                         | Bronisława Szot, Jadwiga Sajdak, Władysław Skibiński, Kazimiera Bąk, Alfreda Szybowicz, Stanisława Liszka, Maria Lenart, Krystyna Rączka, Jadwiga Drzymalska, Janina Sidor, Stanisław Gmiterek, Władysława Górska, Bolesław Wójtowicz, Cecylia Żarnecka, Józefa Ziarko |
| 1965-1991 | Władysław Skibiński     | kierownik szkoły                                                                         | Jadwiga Skibińska, Józef Rdzak, Stanisława Szeląg (Szopa), Edwarda Sułkowska (Łukowicz), Janina Kopeć, Danuta Kociołek, Stanisława Liszka (Goleń), Maria Liszka, Maria Potyrała (Stec), Stanisław Gmiterek, Emilia Hołda, Irena Baranowska, Urszula Chrząszcz, Janina Filipek, Anna Michalska, Urszula Lichosik, Maria Didyk, Maria Zych, Jadwiga Piotrowska, Maria Frączek, Anna Ochałek, Lucyna Bulsa, Bożena Sękowska, Teresa Józefowicz, Stanisław Rogaczewski, Marta Merkwa, Barbara Rogaczewska |
| od 1991   | Stanisław Rogaczewski   | dyrektor szkoły; 2011 dyrektor zespołu szkół; od 2013 dyrektor zespołu szkół społecznych | Do 2009 roku: Barbara Rogaczewska, Beata Madej, Beata Łukowicz, Piotr Leśniak, Zofia Hendzel, Danuta Niklewicz, Anna Zych, Maria Stec, Władysław Skibiński, Lucyna Bulsa, Anna Ochałek, Marta Merkwa, Teresa Józefowicz, Alina Józefowicz, Małgorzata Leśniak-Florek, Ewa Suchodolska-Strach, Dorota Błoniarz, Maria Jachym, Agnieszka Rusztowicz, Krzysztof Stasiowski, Małgorzata Dziedzic, Małgorzata Masoń, Małgorzata Stukus, Renata Kieca, Lucyna Maziarz, Bożena Sękowska, Joanna Suchan-Konieczny, Wincenty Skwarek, Janina Kopeć, Jadiwga Skibińska, Edwarda Łukowicz, Anna Ogrodnik, Maria Ząbkowicz, Maria Grzywna, Piotr Sowa, Bożena Adamowicz, Elżbieta Tutej, Małgorzata Mamroł, Marzena Marczyk, Olga Krajewska Od 2010 roku: Barbara Rogaczewska, Ewa Suchodolska-Strach, Marta Merkwa, Małgorzata Leśniak-Florek, Renata Lisowska, Beata Madej, Magdalena Wilisowska, Małgorzata Dziedzic, Agnieszka Rusztowicz, Dorota Błoniarz, Beata Rachowicz, Krzysztof Stasiowski, Maria Jachym, Leszek Ochałek, Katarzyna Jurkowska, Marek Płziński (ks), Marzena Liszka (pedagog), Krystyna Jedziniak (pielęgniarka), Rozanna Wrona (rewalidacja) |